# Matúš Štoček
Matúš Štoček (ur. 12 marca 1999) – słowacki kolarz szosowy.
Štoček jest również medalistą mistrzostw Słowacji w kolarstwie torowym.

## Osiągnięcia
Opracowano na podstawie:

2016
- 1. miejsce w klasyfikacji górskiej Trophée Centre Morbihan
- 1. miejsce w klasyfikacji młodzieżowej Tour du Pays de Vaud
- 1. miejsce na 3. etapie Trofeo Karlsberg
- 1. miejsce w mistrzostwach Słowacji juniorów (jazda indywidualna na czas)
- 1. miejsce w mistrzostwach Słowacji juniorów (start wspólny)

2017
- 1. miejsce w mistrzostwach Słowacji juniorów (jazda indywidualna na czas)
- 1. miejsce w mistrzostwach Słowacji juniorów (start wspólny)

2021
- 2. miejsce w mistrzostwach Słowacji (start wspólny)
- 1. miejsce w klasyfikacji punktowej Tour du Pays de Montbéliard

2022
- 3. miejsce w Memorial Philippe Van Coningsloo
- 3. miejsce w mistrzostwach Słowacji (start wspólny)
- 3. miejsce w Wyścigu Solidarności i Olimpijczyków

2023
- 1. miejsce w klasyfikacji punktowej Tour de Hongrie

## Rankingi
| Rok             | 2018  | 2019  | 2020 | 2021 | 2022 | 2023 | 2024  |
| --------------- | ----- | ----- | ---- | ---- | ---- | ---- | ----- |
| World Ranking   | 1075. | 1579. | 870. | 563. | 458. | 371. | 2063. |
| UCI Europe Tour | 674.  | 1046. | 690. | 450. | 364. | -    | -     |
|                 |       |       |      |      |      |      |       |
| Źródło: UCI     |       |       |      |      |      |      |       |